# Бузина чёрная
Бузина́ чёрная (лат. Sambúcus nígra) — листопадный кустарник, вид рода Бузина (Sambucus) семейства Калиновые (Viburnaceae) (ранее этот род включали в семейство Жимолостные (Caprifoliaceae), Адоксовые (Adoxaceae) или выделяли в отдельное семейство Бузиновые (Sambucaceae).

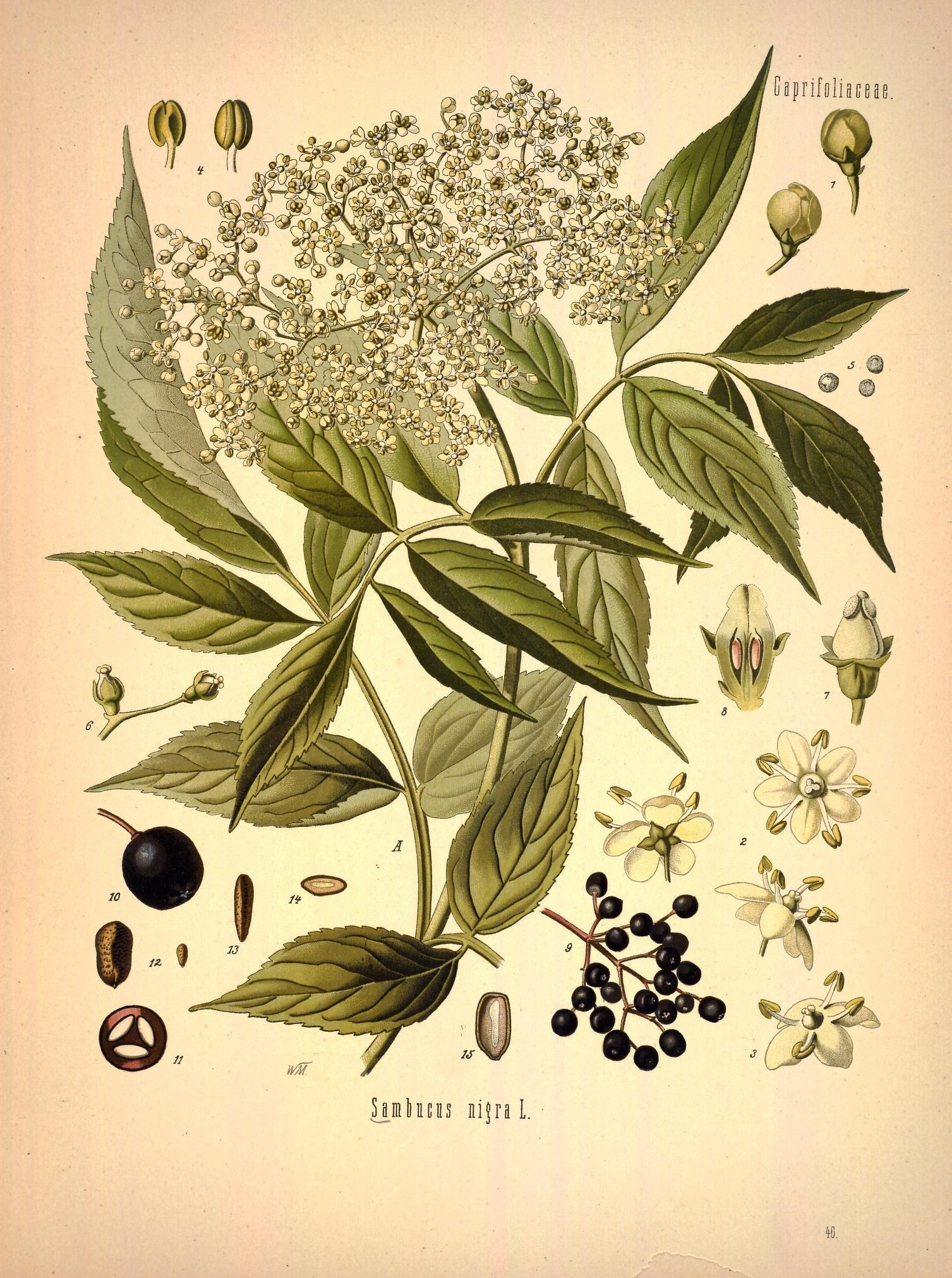
Бузина чёрная.

## Ботаническое описание

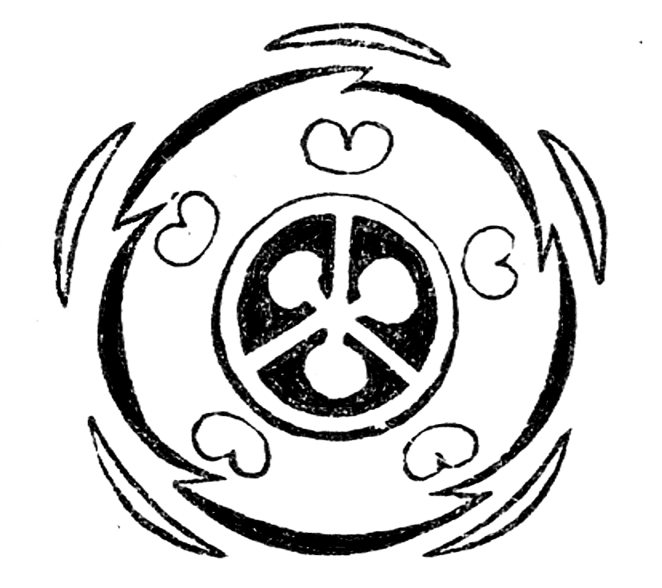
Диаграмма цветка

Бузина чёрная — кустарник или деревце высотой 2—6 м (реже до 10 м). Стебли ветвистые, имеют тонкую деревянистую оболочку и белую пористую мягкую сердцевину. Молодые ветви зелёные, затем буровато-серые с большим количеством желтоватых чечевичек.
Листья супротивные, крупные, длиной 10—30 см, непарноперистые, состоят из трёх-семи продолговато-яйцевидных длиннозаострённых листочков на очень коротких черешках. Листочки с широко клиновидным основанием, по краям неравнопильчатые, с верхней стороны тёмно-зелёные, снизу более светлые.
Цветки желтовато-белого цвета (отдельные цветки белые), сидячие или на цветоножках, пахучие, диаметром 5-8 мм, пятилепестковые, собраны в крупные плоские многоцветковые щитковидные соцветия 10—25 см в диаметре, после цветения повислые. Чашечка пятизубчатая, венчик колесовидный, из пяти желтовато-белых лепестков, сросшихся у основания. Тычинок пять, приросших к трубке венчика. Завязь полунижняя, трёхгнёздная, с коротким столбиком и тремя ворсинчатыми рыльцами. Цветёт в мае — июне.
Плод — чёрно-фиолетовая ягодообразная сочная костянка диаметром 5—7 мм, с двумя-четырьмя косточками. Зрелые плоды съедобны, вкус приторный, сладковато-кислый. Вес 1000 «семян» (косточек) 2,0—4,1 г. Мякоть тёмно-красная. Плодоносит в августе — сентябре.

## Распространение и экология
Природный ареал — Макаронезия (Азорские острова и Мадейра), Северная Африка (Алжир и Тунис), зона умеренного климата в Азии (западный и северный Иран, Турция), почти вся Европа, Закавказье. Занесена и прижилась в Новой Зеландии.
В России растёт на юге европейской части. Вид включен в ботанический атлас растений Ленинградской области.
Растёт в качестве подлеска в хвойных и лиственных лесах, местами образует заросли. Легко дичает и распространяется вдоль дорог, на кладбищах, в населённых пунктах, на пустырях.

## Лекарственное сырьё

### Заготовка
В лекарственных целях заготавливают цветки (лат. Flores Sambuci) и плоды бузины. В хорошо проветриваемом и сухом помещении сырьё бузины сохраняет пригодность в течение 2—3 лет.
Соцветия бузины (дикорастущей и культивируемой) собирают в фазе полного цветения в мае — июне. Собранные соцветия сушат на чердаках, в сараях, в хорошую погоду — под открытым небом. Затем проводят отделение цветков от цветоножек, протирая соцветия через крупные решёта. Сухие цветки имеют слабый аромат и сладковатый вкус.
Плоды собирают в период полной спелости, в августе — сентябре, сушат в сушилках или в печах при температуре 60—65 °C, в солнечную погоду — под открытым небом. Сухие плоды без запаха, имеют кисловато-сладковатый вкус.
Реже используют кору, молодые ветви и листья.

### Химический состав
В разных частях растения содержатся биологически активные вещества:
- в цветках — гликозиды (самбунигрин, расщепляющийся на синильную кислоту, бензальдегид и глюкозу[4], и другие), полутвёрдое эфирное масло (0,27—0,32 %, существенной частью его являются терпены), холин, рутин; алкалоиды кониин и сангвинарин; каротин; кислоты: аскорбиновая (82 мг%[3]), уксусная, яблочная, хлорогеновая, кофейная, валериановая и др.; дубильные вещества, слизи, пентозаны, смолы, минеральные соли.
- в плодах содержится антоцианы, магний,аскорбиновая кислота (10—49 мг%), каротин, рутин, самбуцин, хризантемин, дубильные вещества (0,29—0,34 %), карбоновые кислоты и аминокислоты (тирозин), сахара, следы эфирных масел.
- в семенах — жирное масло и самбунигрин.
- в листьях: в сухом сырье — самбунигрин (0,11 %), смолы, обладающие слабительными свойствами, небольшое количество эфирного масла. В свежих листьях имеется аскорбиновая кислота 200—280 мг%, каротин.
- в корнях — сапонины, дубильные и горькие вещества,
- в коре — эфирное масло, холин, тритерпеновые соединения, метиловый эфир урсоловой кислоты, бетулин, α-амирин, β-ситостерин, цериловый спирт, холин, фитостерины, сахара, органические кислоты, пектиновые и дубильные вещества.

### Основные физиологические свойства частей растения
Растение умеренно ядовито для млекопитающих.
Ядовиты все части растения, за исключением цветков, оболочки и мякоти спелых ягод (но включая сами спелые семена); токсичность обусловлена содержанием гликозида самбунигрина C14H17NO6 (Номер CAS 99-19-4)), отщепляющего цианистый водород, бензальдегид и глюкозу при гидролизе. Кора содержит кристаллики оксалата кальция.
В недозрелых ягодах содержатся алкалоиды, которые при употреблении их в пищу могут вызвать желудочные колики, расстройства.

## Хозяйственное значение и применение

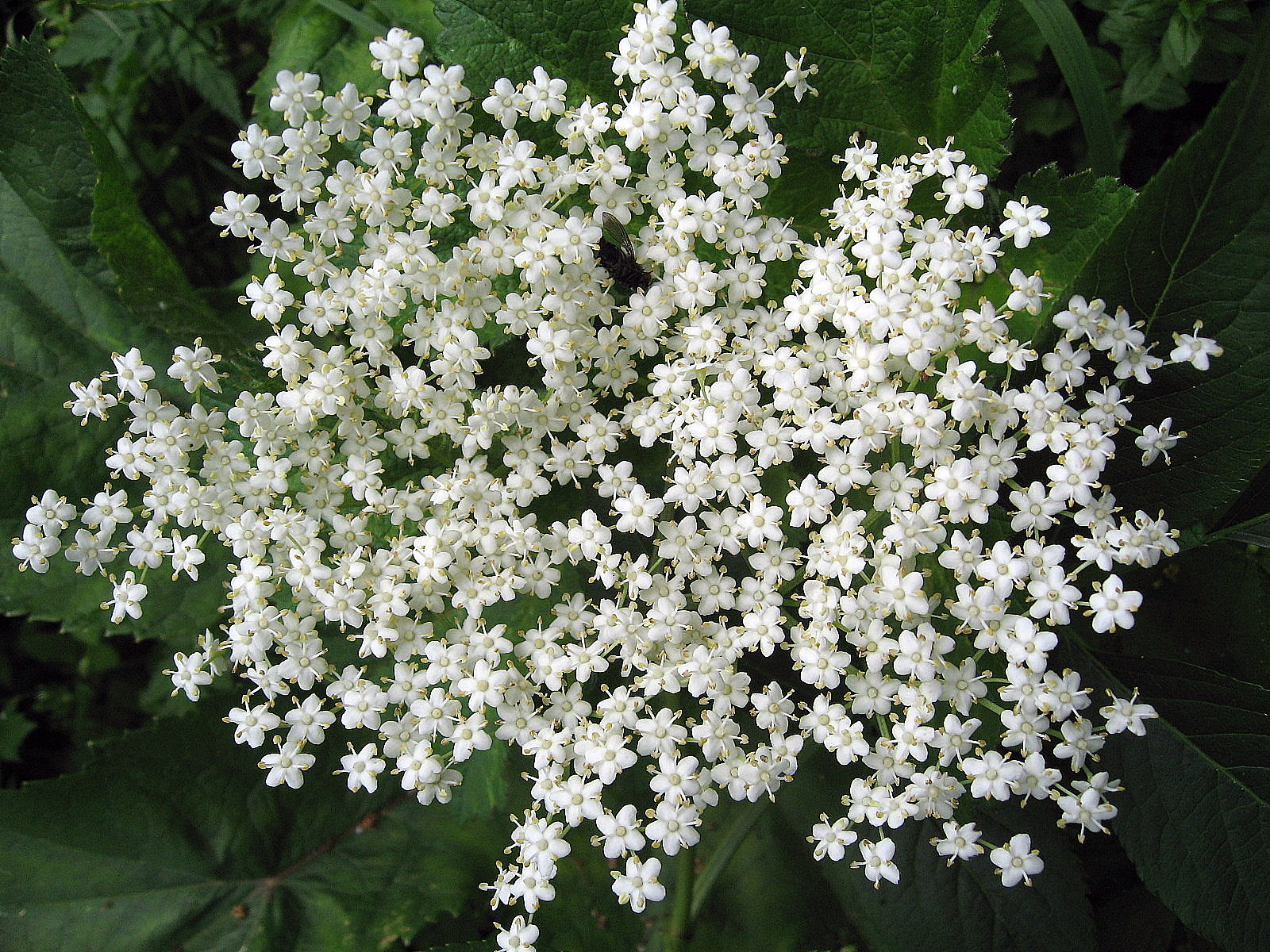
Соцветие бузины чёрной

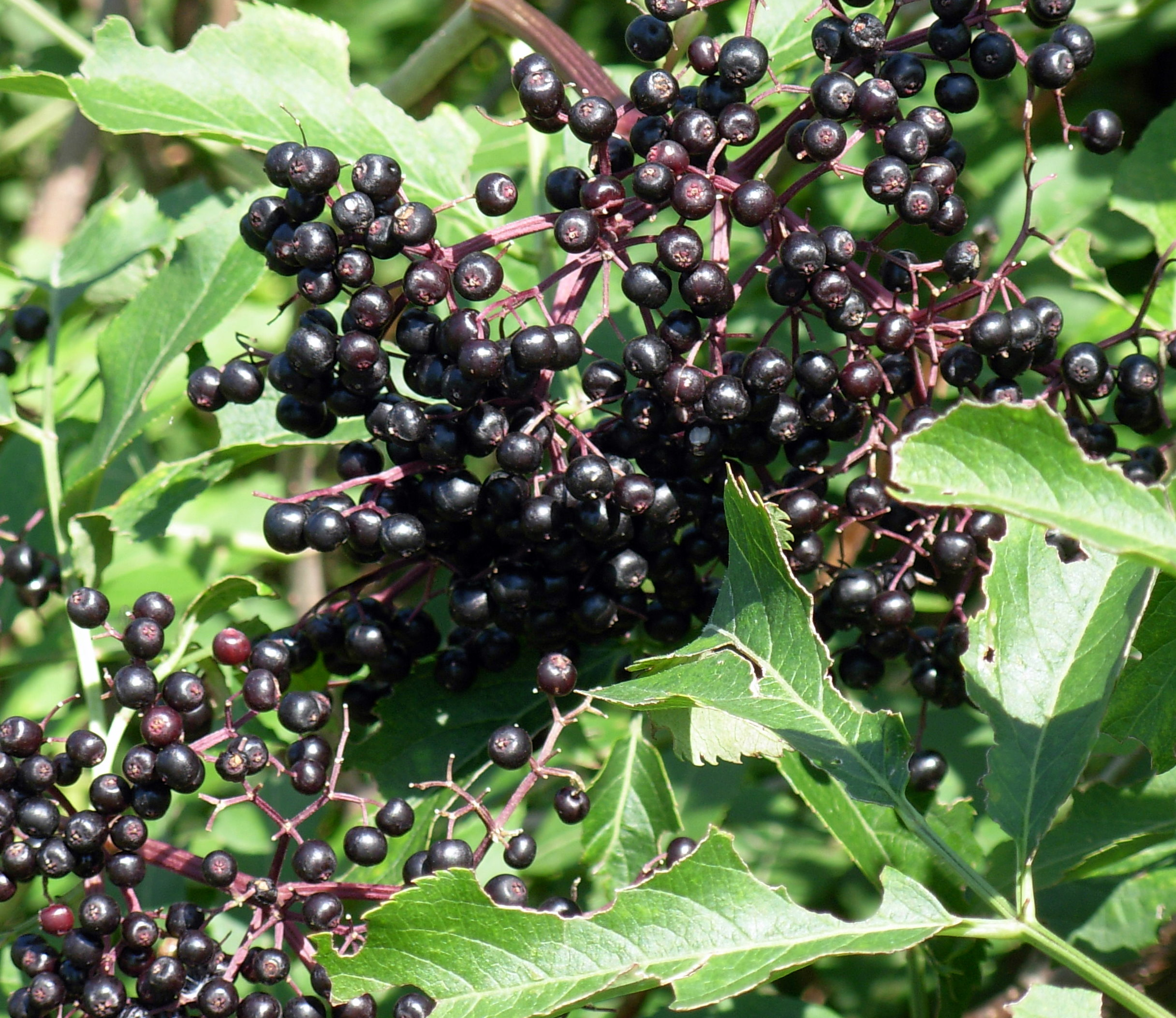
Ягоды бузины чёрной

Плоды применяются для окраски шёлка и в качестве пищевого красителя.
Древесина хорошо полируется, используется в часовом производстве, сердцевина употребляется при изготовлении анатомических срезов.

### Медицинское применение
Препараты из цветков бузины чёрной обладают потогонным, мочегонным, противовоспалительным, дезинфицирующим действием. Их применяют в виде настоев, напаров, отваров, при простуде, гриппе, заболеваниях верхних дыхательных путей, почек и мочевого пузыря, для полоскания полости рта. В гинекологии настои и отвары цветков бузины чёрной используют для микроклизм, спринцеваний и ванночек при воспалительных заболеваниях влагалища. Мочегонными свойствами обладает также кора бузины, что подтверждено клиническими наблюдениями. При запорах пьют кисели, приготовленные из свежих или высушенных ягод бузины. Настой из цветков используют для полосканий при воспалительных заболеваниях полости рта и горла, для компрессов и припарок.
Богатый антиоксидантами фруктовый сок бузины чёрной эффективно ингибирует распространение вируса гриппа на более поздних стадиях цикла заболевания, когда клетки уже инфицированы вирусом. Эта противовирусная активность может быть приписана его антоцианидиновым соединениям (особенно его первичному активному соединению, цианидин-3-глюкозиду) — фитонутриентам, ответственным за придание плоду его яркой пурпурной окраски.
В народной медицине отвары из цветков бузины принимают при болезнях почек, ревматизме, подагре и воспалениях суставов. Молодые листья бузины, отваренные в молоке, применяют наружно как противовоспалительное средство при ожогах, фурункулах, опрелостях, воспалении геморроидальных узлов. Больные суставы рекомендуют ещё обкладывать облитой кипятком смесью цветков бузины и ромашки, взятых поровну (мягчительный сбор). Отвары из корней бузины рекомендуют при диабете, хотя сколько-нибудь убедительных данных об эффективности такого лечения нет.
Как средства народной медицины известны листья и молодые (до 2 лет) ветви, обладающие слабительными свойствами.
По своим лекарственным свойствам это растение похоже на бузину травянистую (Sambucus ebulus).
Бузина чёрная входила в Государственную фармакопею СССР

### Пищевое применение
Из ягод бузины чёрной изредка варят варенье, повидло, кисели. В Англии традиционно весной собирают соцветия и готовят напиток Elderflower cordial, который производят также и промышленно. Иногда ягоды варят вместе с яблоками для традиционного яблочного пирога.
В Германии сироп из цветков бузины используют при производстве леденцов, холодных и горячих напитков.
В Дании в старину из цветков чёрной бузины готовили чайный напиток с лечебными свойствами, описанный в сказке Х. К. Андерсена «Бузинная матушка».
Молодые соцветия бузины иногда добавляют к виноградному суслу для улучшения аромата и вкуса вина.
Из зрелых плодов можно получать безвредный краситель, используемый в пищевой промышленности.
Зрелые сушёные плоды добавляются при засолке некоторых овощей и при изготовлении малосольных огурцов.
Используется для приготовления традиционного румынского освежающего напитка Socata (путём ферментации цветков бузины чёрной, сахара, лимона и воды).

### Применение в декоративном садоводстве
Декоративное растение, часто выращиваемое в садах и парках. Примечательна орнаментальной листвой, кружевными соцветиями с ароматными цветами, нарядными плодами.
Выведено множество сортов. Среди них — Sambucus nigra 'Eva' с розово-чёрными резными листьями и розовыми цветками (растение более известно под торговым названием Black Lace Elderberry — «Бузина чёрное кружево»).
Медонос.

## Классификация

### Таксономия
Sambucus nigra L., 1753, Sp. Pl.: 269
Вид Бузина чёрная относится к роду Бузина (Sambucus) семейства Калиновые (Viburnaceae) порядка Ворсянкоцветные (Dipsacales). Кладограмма в соответствии с Системой APG IV по состоянию на декабрь 2023 года:
|  |                                      |  |                                   |                                   |                     |  | ещё 1 семейство | ещё 1 семейство |               |  |  |  | еще 26 подтвержденных видов и 23 вида, ожидающих подтверждения |
|  |                                      |  |                                   |                                   |                     |  | ещё 1 семейство | ещё 1 семейство |               |  |  |  | еще 26 подтвержденных видов и 23 вида, ожидающих подтверждения |
|  |                                      |  |                                   | порядок Ворсянкоцветные           |                     |  |                 |                 | род Бузина    |  |  |  |                                                                |
|  |                                      |  |                                   | порядок Ворсянкоцветные           |                     |  |                 |                 | род Бузина    |  |  |  |                                                                |
|  | отдел Цветковые, или Покрытосеменные |  |                                   |                                   | семейство Калиновые |  |                 |                 | Бузина чёрная |  |  |  |                                                                |
|  | отдел Цветковые, или Покрытосеменные |  |                                   |                                   | семейство Калиновые |  |                 |                 |               |  |  |  |                                                                |
|  |                                      |  | ещё 63 порядка цветковых растений | ещё 63 порядка цветковых растений |                     |  |                 | ещё 2 рода      | ещё 2 рода    |  |  |  |                                                                |
|  |                                      |  |                                   | ещё 63 порядка цветковых растений |                     |  |                 |                 | ещё 2 рода    |  |  |  |                                                                |

### Синонимы
- Sambucus alba Raf.
- Sambucus aurea (Sweet)  Carrière
- Sambucus columnaris Lebas
- Sambucus dissecta K.Koch
- Sambucus elegans K.Koch
- Sambucus graveolens Willd. ex Schult.
- Sambucus hirta Tausch
- Sambucus laciniata (L.)  Mill.
- Sambucus leucocarpa K.Koch
- Sambucus lucida Tausch
- Sambucus monstrosa Loudon
- Sambucus nigra f. pendula Dippel
- Sambucus nigra subsp. nigra –
- Sambucus pulverulenta K.Koch
- Sambucus pyramidata Lebas
- Sambucus virescens Desf.
- Sambucus vulgaris Neck.